# Тодрес-Селектор Володимир Захарович
Володимир Захарович Тодрес-Селектор (18 березня 1897 , Мошорине, Херсонська губернія  — 2 лютого 1959 , Москва ) — український радянський партійний діяч, 2-й секретар Чернігівського обкому КП(б)У, 1-й секретар Молдавського обкому КП(б)У. Член ЦК КП(б)У в червні — серпні 1937 р.

## Біографія
Народився 18 березня 1897 року в родині єврейського робітника в селі Мошорине, тепер Знам'янський район Кіровоградська область, Україна. У вересні 1911 — березні 1914 р. — робітник Сабліно-Знам'янського цукрового заводу Херсонської губернії. У березні 1914 — квітні 1915 р. — землекоп будівництва евакуаційного пункту в місті Мінську. У травні 1915 — грудні 1917 р. — робітник миловарного заводу Немировського в місті Катеринославі. У грудні 1917 — січні 1919 р. — не працював через хворобу, проживав у місті Херсоні.
У січні 1919 — жовтні 1920 р. — співробітник редакції, редактор газети «Известия» міста Олександрії Херсонської губернії.
Член РКП(б) з травня 1920 року.
У жовтні 1920 — серпні 1921 р. — завідувач і редактор УкраїнРОСТА (Російського телеграфного агентства при РНК РРФСР) у місті Кременчуці. У серпні 1921 — лютому 1922 р. — завідувач Кубано-Чорноморського відділення РОСТА (Російського телеграфного агентства при РНК РРФСР) у місті Краснодарі. У лютому — липні 1922 р. — відповідальний керівник РОСТА в місті Ростові-на-Дону.
У липні 1922 — травні 1927 р. — заступник завідувача агітаційно-пропагандистського відділу Донського обласного комітету ВКП(б) у місті Ростові-на-Дону. У 1927 році закінчив три курси Ростовського-на-Дону державного університету.
У травні 1927 — квітні 1928 р. — заступник відповідального редактора газети «Молот» у місті Ростові-на-Дону. У квітні — серпні 1928 р. — заступник завідувача агітаційно-пропагандистського відділу Донського обласного комітету ВКП(б) у місті Ростові-на-Дону.
У серпні 1928 — вересні 1930 р. — завідувач відділу культури і пропаганди Терського окружного комітету ВКП(б) у місті П'ятигорську. У вересні 1930 — березні 1931 р. — заступник завідувача відділу агітації і масових кампаній Північно-Кавказького крайового комітету ВКП(б) у місті Ростові-на-Дону.
У березні 1931 — вересні 1933 р. — завідувач сільськогосподарського сектору відділу агітації і масових кампаній ЦК ВКП(б), завідувач сектору заготівель сільськогосподарського відділу ЦК ВКП(б) у Москві.
У вересні 1933 — січні 1935 р. — член, відповідальний секретар Всесоюзного переселенського комітету при РНК СРСР.
У січні 1935 — квітні 1937 р. — 2-й секретар Чернігівського обласного комітету КП(б)У.
У квітні — серпні 1937 р. — 1-й секретар Молдавського обласного комітету КП(б)У.
Заарештований 12 серпня 1937 року, виключений із партії. Відбув 8 років у виправно-трудових таборах Свердловської області РРФСР. Звільнений 8 березня 1947, але повторно заарештований і 9 квітня 1947 року засланий на 5 років у Тюменську область.
У квітні 1947 — березні 1948 р. — начальник планового відділу управління будівництва і будівельних матеріалів, у березні — серпні 1948 р. — начальник планової групи артілі «30 лет Октября» в Тюмені.
У серпні 1948 року засланий в місто Акмолінськ Казахської РСР. У серпні 1948 — листопаді 1954 р. — інженер Акмолінської обласної промислової ради. У листопаді 1954 — липні 1955 р. — інженер Акмолінського обласного відділу місцевої промисловості. Реабілітований у травні 1955 року, у липні 1955 року поновлений у членах КПРС.
З липня 1955 року — на пенсії у Москві. У 1955 — лютому 1959 р. — секретар партійного комітету КПРС житлово-комунального вузла № 51 Первомайського району Москви.
Похований на Преображенському цвинтарі Москви.